# Premierzy Wyspy Man

## Przewodniczący Rady Wykonawczej
| Osoba | Osoba                        | Kadencja          | Kadencja          |
| #     | Imię i nazwisko              | Od                | Do                |
| ----- | ---------------------------- | ----------------- | ----------------- |
| 1     | Charles Kerruish (1917–2003) | 1961              | luty 1967         |
| 2     | Norman Crowe (1905–1992)     | luty 1967         | styczeń 1971      |
| 3     | Percy Radcliffe (1916–1991)  | styczeń 1971      | styczeń 1977      |
| 4     | Clifford Irving (1914–2004)  | styczeń 1977      | 24 listopada 1981 |
| (3)   | Percy Radcliffe (1916–1991)  | 24 listopada 1981 | marzec 1985       |
| 5     | Edgar Mann (1926–2013)       | marzec 1985       | grudzień 1986     |

## Szefowie rządu
| Osoba | Osoba                        | Kadencja             | Kadencja             |
| #     | Imię i nazwisko              | Od                   | Do                   |
| ----- | ---------------------------- | -------------------- | -------------------- |
| 1     | Miles Walker (1940–)         | 3 grudnia 1986       | 3 grudnia 1996       |
| 2     | Donald James Gelling (1938–) | 3 grudnia 1996       | 4 grudnia 2001       |
| 3     | Richard Corkill (1951–)      | 4 grudnia 2001       | 14 grudnia 2004      |
| (2)   | Donald James Gelling (1938–) | 14 grudnia 2004      | 14 grudnia 2006      |
| 4     | James Anthony Brown (1950–)  | 14 grudnia 2006      | 11 października 2011 |
| 5     | Allan Bell (1947–)           | 11 października 2011 | 4 października 2016  |
| 6     | Howard Quayle (1967–)        | 4 października 2016  | nadal                |

## Źródła
- Isle of Man. rulers.org. [dostęp 2016-10-05]. (ang.).